# Box-office des films d'animation en Bulgarie
 (juillet 2019).

## Recettes générales
| Rang | Titre                                         | Année | Recettes    |
| ---- | --------------------------------------------- | ----- | ----------- |
| 1    | L'Âge de glace 3 - Le Temps des Dinosaures    | 2009  | 1 911 760 $ |
| 2    | Shrek 4 : il était une fin                    | 2010  | 598 768 $   |
| 3    | Volt, star malgré lui                         | 2008  | 325 734 $   |
| 4    | La Princesse et la Grenouille                 | 2009  | 318 767 $   |
| 5    | Tempête de boulettes géantes                  | 2009  | 312 951 $   |
| 6    | Monstres contre Aliens                        | 2009  | 304 799 $   |
| 7    | Madagascar 2                                  | 2008  | 280 432 $   |
| 8    | Dragons                                       | 2010  | 270 247 $   |
| 9    | L'Âge de glace 2                              | 2006  | 255 196 $   |
| 10   | La Légende de Beowulf                         | 2007  | 252 983 $   |
| 11   | Là-haut                                       | 2009  | 240 604 $   |
| 12   | Ratatouille                                   | 2007  | 239 774 $   |
| 13   | Shrek le troisième                            | 2007  | 235 628 $   |
| 14   | Kung Fu Panda                                 | 2008  | 219 976 $   |
| 15   | Toy Story 3                                   | 2010  | 205 067 $   |
| 16   | Les Rebelles de la forêt                      | 2006  | 192 466 $   |
| 17   | Fly Me to the Moon                            | 2009  | 176 045 $   |
| 18   | Le Drôle de Noël de Scrooge                   | 2009  | 162 036 $   |
| 19   | Horton                                        | 2008  | 159 726 $   |
| 20   | WALL-E                                        | 2008  | 156 977 $   |
| 21   | Planète 51                                    | 2009  | 149 540 $   |
| 22   | L'Âge de glace                                | 2003  | 146 464 $   |
| 23   | Les Simpson - Le Film                         | 2007  | 110 736 $   |
| 24   | Il était une fois                             | 2007  | 109 883 $   |
| 25   | Arthur et la Vengeance de Maltazard           | 2009  | 106 595 $   |
| 26   | Cars                                          | 2006  | 90 981 $    |
| 27   | Robots                                        | 2005  | 90 769 $    |
| 28   | Arthur et les Minimoys                        | 2007  | 89 704 $    |
| 29   | Le Monde de Nemo                              | 2003  | 89 667 $    |
| 30   | Monstres et Cie                               | 2002  | 86 736 $    |
| 31   | Les Rois de la glisse                         | 2007  | 85 384 $    |
| 32   | Happy Feet                                    | 2006  | 62 755 $    |
| 33   | Shrek 2                                       | 2004  | 55 626 $    |
| 34   | The Wild                                      | 2006  | 47 526 $    |
| 35   | Les Indestructibles                           | 2004  | 45 759 $    |
| 36   | Atlantide, l'empire perdu                     | 2001  | 43 427 $    |
| 37   | Coraline                                      | 2009  | 41 839 $    |
| 38   | Le Pôle express                               | 2004  | 41 029 $    |
| 39   | Monster House                                 | 2006  | 40 072 $    |
| 40   | Star Wars: The Clone Wars                     | 2008  | 38 255 $    |
| 41   | Lilo & Stitch                                 | 2002  | 37 192 $    |
| 42   | Bee Movie : Drôle d'abeille                   | 2007  | 36 379 $    |
| 43   | Chicken Little                                | 2005  | 34 174 $    |
| 44   | Frère des ours                                | 2004  | 33 035 $    |
| 45   | Madagascar                                    | 2005  | 26 118 $    |
| 46   | Gang de requins                               | 2005  | 25 136 $    |
| 47   | Shrek                                         | 2001  | 19 961 $    |
| 48   | Les Aventures de Porcinet                     | 2003  | 15 525 $    |
| 49   | Nos voisins, les hommes                       | 2006  | 13 213 $    |
| 50   | Le Livre de la jungle 2                       | 2003  | 12 805 $    |
| 51   | La Planète au trésor, un nouvel univers       | 2002  | 12 458 $    |
| 52   | Bienvenue chez les Robinson                   | 2007  | 11 833 $    |
| 53   | Lucas, fourmi malgré lui                      | 2006  | 11 545 $    |
| 54   | Souris City                                   | 2006  | 10 008 $    |
| 55   | Winnie l'ourson et l'Éfélant                  | 2005  | 9 830 $     |
| 56   | La ferme se rebelle                           | 2004  | 8 125 $     |
| 57   | Kuzco, l'empereur mégalo                      | 2001  | 7 865 $     |
| 58   | Wallace et Gromit : Le Mystère du lapin-garou | 2005  | 4 605 $     |
| 59   | Peter Pan 2 : Retour au Pays Imaginaire       | 2002  | 2 009 $     |

## Recettes1erWeek-End
| Rang | Titre                                      | Année | Recettes  | Salles | Moy.     | Poids  |
| ---- | ------------------------------------------ | ----- | --------- | ------ | -------- | ------ |
| 1    | L'Âge de glace 3 - Le Temps des Dinosaures | 2009  | 494 393 $ | 18     | 27 466 $ | 25,9 % |
| 2    | Shrek 4 : il était une fin                 | 2010  | 170 111 $ | 26     | 6 543 $  | 28,4 % |
| 3    | La Légende de Beowulf                      | 2007  | 86 472 $  | 14     | 6 177 $  | 34,2 % |
| 4    | Dragons                                    | 2010  | 85 919 $  | 18     | 4 773 $  | 31,8 % |
| 5    | Tempête de boulettes géantes               | 2009  | 81 453 $  | 17     | 4 791 $  | 26,0 % |
| 6    | Là-haut                                    | 2009  | 78 743 $  | 15     | 5 250 $  | 32,7 % |
| 7    | Madagascar 2                               | 2008  | 68 764 $  | 17     | 4 045 $  | 24,5 % |
| 8    | La Princesse et la Grenouille              | 2009  | 67 291 $  | 13     | 5 176 $  | 21,1 % |
| 9    | Shrek le troisième                         | 2007  | 62 487 $  | 12     | 5 207 $  | 26,5 % |
| 10   | Volt, star malgré lui                      | 2008  | 58 347 $  | 12     | 4 862 $  | 17,9 % |
| 11   | Kung Fu Panda                              | 2008  | 57 124 $  | 14     | 4 080 $  | 26,0 % |
| 12   | Le Drôle de Noël de Scrooge                | 2009  | 56 728 $  | 10     | 5 673 $  | 35,0 % |
| 13   | L'Âge de glace 2                           | 2006  | 52 397 $  | 4      | 13 099 $ | 20,5 % |
| 14   | Horton                                     | 2008  | 50 340 $  | 13     | 3,872 $  | 31,5 % |
| 15   | Fly Me to the Moon                         | 2009  | 49 741 $  | 7      | 7 106 $  | 28,3 % |
| 16   | Planète 51                                 | 2009  | 42 535 $  | 7      | 6 076 $  | 28,4 % |
| 17   | Ratatouille                                | 2007  | 40 177 $  | 9      | 4 464 $  | 16,8 % |
| 18   | Toy Story 3                                | 2010  | 39 176 $  | 22     | 1 781 $  | 19,1 % |
| 19   | Monstres contre Aliens                     | 2009  | 36 272 $  | 13     | 2 790 $  | 11,9 % |
| 20   | WALL-E                                     | 2008  | 35 005 $  | 14     | 2 500 $  | 22,3 % |
| 21   | L'Âge de glace                             | 2003  | 34 528 $  |        |          | 23,6 % |
| 22   | Les Rebelles de la forêt                   | 2006  | 22 919 $  | 10     | 2 292 $  | 11,9 % |